# Wichí
Die Wichí sind ein indigenes Volk in Südamerika. Es setzt sich aus einer Vielzahl von Gruppen zusammen, die auf einfacher materieller Grundlage in Argentinien und Bolivien an den Oberläufen des Río Bermejo und des Río Pilcomayo leben.

## Name
Die Spanier bezeichneten diese ethnische Gruppe bei der Kolonisierung als „Mataco“, und auch heute werden sie noch häufig so genannt. Die Herkunft dieses Namens ist unklar (wahrscheinlich ein Quechua-Wort), unterschiedliche Quellen halten ihn für abfällig, auch die Wichí selbst, da er der einheimischen Bezeichnung für das im Lebensraum der Wichí beheimatete Südliche Kugelgürteltier (Tolypeutes matacus) entspricht. Der Name „Wichí“ selbst wird /wi'ci/ ausgesprochen, die Sprache ihres Volkes „Wichí Lhamtés“ (/wi'ci ɬam'tes/).
In einigen Gebieten Boliviens wird der Name „Wichi“ als /wikˠiʡ/ ausgesprochen, dort wo sich die Gruppen selbst als „Weenhayek“ (/wikˠi/) bezeichnen, was Alvarsson als „das andere Volk“ übersetzt (Plural „Weenhayey“). Alvarsson berichtet weiter, dass nach Berichten seiner Weenhayey-Gesprächspartner der ursprüngliche Name ihres Volkes „Olhamelh“ (/oɬameɬ/) war, was übersetzt „Wir“ bedeutet. Für einzelne Untergruppen innerhalb der Wichí sind in der Literatur unterschiedliche Namen verwendet worden: „Nocten“ oder „Octenay“ in Bolivien, „Véjos“ oder (vielleicht etwas genauer) Wejwus oder Wehwos für einzelne Gruppen im Westen, und Güisnay für einzelne Gruppen im Osten in Argentinien. Letztere entsprechen den Tewoq-ɬelej, dem „Flussvolk“.

## Bevölkerung
Die einzelnen Gruppen der Wichí verteilen sich derzeit folgendermaßen über die Länder Argentinien und Bolivien:
- Argentinien:
  - 18 Gruppen im nordwestlichen Teil der Provinz Chaco, etwa 180 Kilometer nordwestlich der Stadt Juan José Castelli.
  - Zahlreiche Gruppierungen in der Provinz Formosa, in den Departamentos Bermejo (15 Gruppierungen), Matacos (10 Gruppierungen), Patiño (7 Gruppierungen) und Ramón Lista (33 Gruppierungen).
  - Andere Gruppierungen siedeln in der Provinz Salta, in den Departamentos San Martín (21 Gruppierungen), Rivadavia (57 Gruppierungen, von denen einige jedoch nur aus wenigen Personen bestehen), Orán, Metán (2 Gruppierungen) und Anta (3 Gruppierungen), von denen die letzten drei sehr isoliert leben; und in der Provinz Jujuy, in den Departamentos Santa Bárbara, San Pedro und Ledesma.
- Bolivien: 14 Gruppierungen am Río Pilcomayo in der Provinz Gran Chaco im Departamento Tarija, in dem Gebiet von der Stadt Villamontes bis zu D’Orbigny an der argentinischen Grenze.

## Sprache
Die Sprache der Wichí hat in der argentinischen Provinz Chaco den Status einer (alternativen) Amtssprache. Die Sprache gehört zu den Matacoan-Sprachen. Da keine verlässlichen Angaben über die Zahl der Wichí-sprechenden Menschen vorliegen, kann ihre Zahl nur geschätzt werden. Wenn man verschiedene Quellangaben vergleicht, kann man von etwa 40.000 bis 50.000 Personen ausgehen. Das argentinische Instituto Nacional de Estadística y Censos (INDEC) (Nationalinstitut für Statistik und Census in Argentinien) nennt eine Zahl von 36.135 für Argentinien. Alvarsson schätzte für Bolivien die Zahl auf 1.700 bis 2.000, eine Volkszählung kam auf die Zahl von 1.912, und Díez Astete und Riester schätzten im Jahr 1996 zwischen 2.300 und 2.600 Weenhayek in 16 Gruppierungen.
Nach Najlis und Gordon lassen sich in der Wichí-Gruppe im Wesentlichen drei Dialekte unterscheiden: Vejós (Wehwós) im Südwesten, Güisnay (Weenhayek) im Nordosten und Nocten (Oktenay) im Nordwesten. Demgegenüber sprechen Tovar und andere Autoren von nur zwei Dialekten im Nordosten und Südwesten, während Braunstein elf ethnische Untergruppen unterscheidet.
Die Wichí-Sprache ist vor allem endungsreich und polysynthetisch; gesprochene Wörter haben 2 bis 15 Morpheme. Besitzanzeigende und nichtbesitzanzeigende Beziehungen werden unterschieden. Die Zahl der phonetischen Laute ist umfangreich, mit einfachen, glottalen und gehauchten Verschluss- und Sonorlauten. Je nach Dialekt gibt es fünf oder sechs Vokallaute.